# 三條實萬
三條實萬（日语：／ Sanjō Sanetsumu，1802年3月18日—1859年10月31日）是一名日本江戶時代末期的公卿；也是藤原北家清華家的三條家當主、明治維新後的太政大臣三條實美的父親。

## 生涯
三條實萬在享和二年（1802年）出生，是父母三條公修和一條氏（一條輝良女）的次子。文化二年（1805年）敘從五位下，歷任侍從、右近衛少將與右近衛中將，在文化十一年（1814年）昇敘從三位，位列公卿。
文政七年（1824年）成為權大納言，後在嘉永元年（1848年）擔任武家傳奏，與江戶幕府交涉對美政策。至安政四年（1857年）擔任內大臣。次年因在《日美修好通商條約》勅許問題上與關白九條尚忠對立，與左大臣近衛忠熙同時被停職。此事令孝明天皇震怒，他在兩天後派遣右大臣鷹司輔熙和權大納言二條齊敬二人分別到近衛家與三條家府邸，任命他們為勅使。這次任命清華家出身的公卿，為長年把握朝政的攝關家與整個公家社會帶來巨大衝擊。
安政六年（1859年）四月，三條實萬受安政大獄牽連，需接受謹慎處分，不久他出家，法號澹空，同時升敘從一位，但很快就在謹慎處分的地方一條寺村逝世，享年57歲。
文久二年（1862年），朝廷追贈他右大臣官職；明治天皇繼位後，於明治二年（1869年）追諡他為忠成公，並在明治三十二年（1899年）追陞正一位。